# Shiddukh

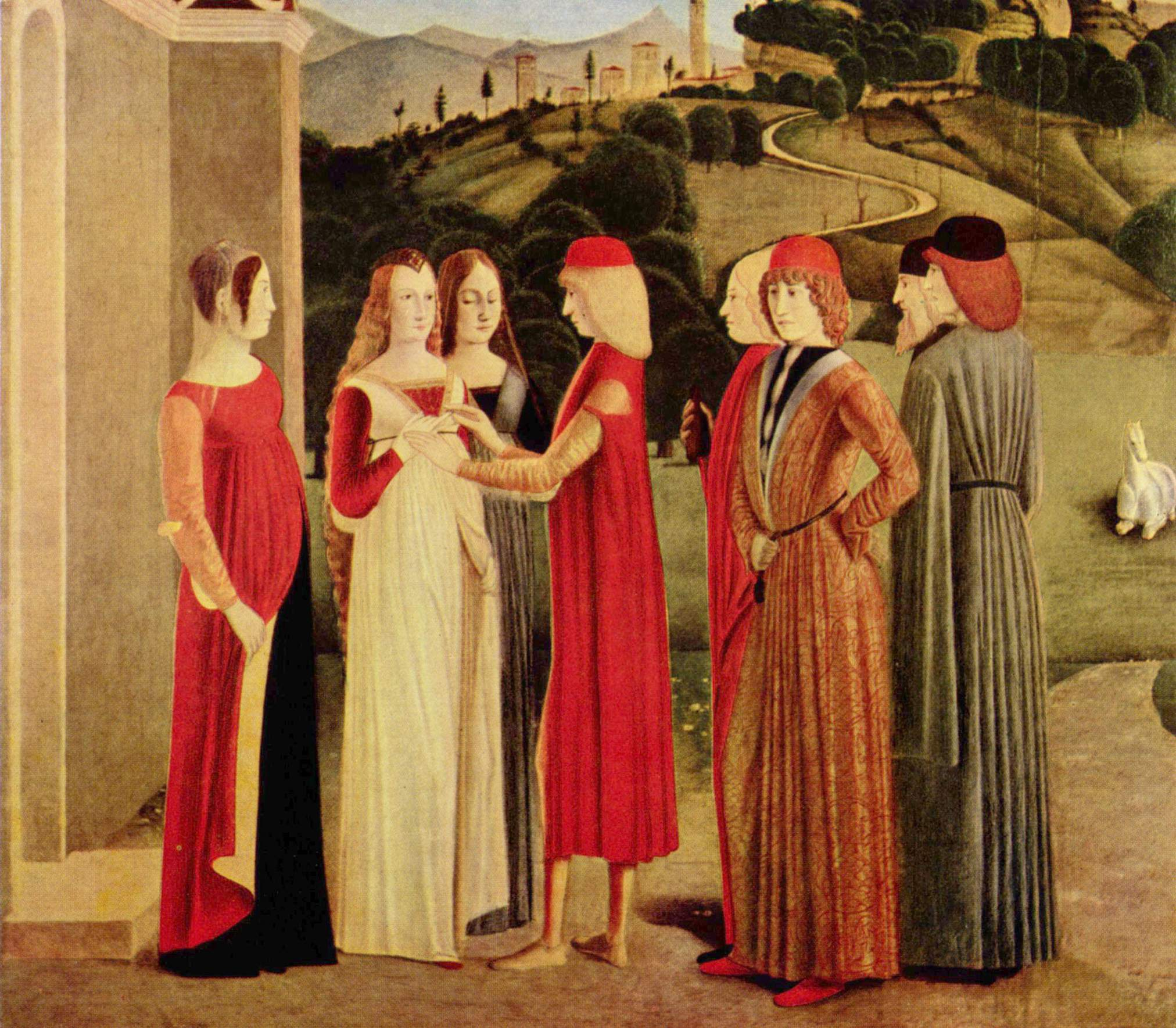
La promessa
Dipinto di artista italiano (1470)

Lo Shiddukh (in ebraico שִׁידּוּךְ‎?, plur. shiddukhim in ebraico שִׁידּוּכִים‎?, aramaico: שידוכין) è un sistema ebraico ortodosso con lo scopo di sposarsi.
Nella Legge ebraica (Halakhah), lo shiddukh si riferisce anche a quello che viene comunemente chiamato "fidanzamento", cioè una promessa di matrimonio. Sposarsi senza tale accordo è considerato immorale.

## Bashert
Bashert (yiddish: באַשערט) è una parola yiddish che significa "destino" o, meglio, destinato. Viene spesso usata nel contesto di un coniuge (o "anima gemella") divinamente preordinato: il termine è "basherte" (femminile) o "basherter" (maschile). Può essere anche usato per esprimere la sorte o il destino di un evento importante o di buon auspicio.
Nell'uso moderno ebrei celibi usano la terminologia per dire che stanno cercando la loro bashert nel senso che sono alla ricerca di quella persona che li integra/completa perfettamente, l'anima gemella appunto. Ritenendo che l'unione sia preordinata da Dio, il coniuge è considerato il proprio bashert per definizione, indipendentemente dal fatto che la vita coniugale della coppia sia poi felice o meno.

## Aspetti medici
Considerando la prevalenza di una serie di malattie genetiche sia tra le comunità ashkenazite che in quelle sefardite, diverse organizzazioni regolarmente eseguono test tra i giovani ebrei in forma anonima, dando loro solo un numero di telefono e un codice PIN. Quando viene proposto un shidduch, la coppia candidata può telefonare all'organizzazione, inserire entrambi i propri PIN e scoprire se la loro unione potrebbe causare bambini criticamente disabili. Sebbene accolta con molte critiche, l'iniziativa sin dalla sua istituzione ha registrato un netto calo del numero di bambini nati con la malattia di Tay-Sachs o altre malattie genetiche.